# 湯普森維爾 (康乃狄克州)
湯普林維爾（英語：Thompsonville）是位於美國康乃狄克州哈特福縣的一個人口普查指定地區。

## 地理
湯普林維爾的座標為41°59′49″N 72°35′56″W / 41.99694°N 72.59889°W，而該地最高點為海拔高度35米（即115英尺）。

## 人口
根據2010年美國人口普查的數據，湯普林維爾的面積為6.06平方千米，當中陸地面積為5.27平方千米，而水域面積為0.79平方千米。當地共有人口8577人，而人口密度為每平方千米1,415人。